# Henri Raynaud
Pour les articles homonymes, voir Raynaud.
Henri Raynaud, né le 25 novembre 1890 à Toulouse (Haute-Garonne) et mort le 1er octobre 1970 à Savigny-sur-Orge (Essonne), est un syndicaliste français. À l'origine militant syndical aux PTT, il fut surtout un dirigeant CGT « interprofessionnel », en particulier à la tête de l'Union régionale des syndicats de la région parisienne. Membre du Bureau confédéral de la CGT à partir de 1945, il a été l'un des dirigeants de la CGT les plus influents après la Libération, en contribuant à la mise en place du régime général de sécurité sociale en 1946.

## Repères biographiques

### Aux PTT
Fils d'un ouvrier typographe syndicaliste travaillant à La Dépêche de Toulouse, Henri Raynaud entre dans l'administration des PTT en 1910, comme surnuméraire. Nommé au bureau de poste de Boulogne-sur-Seine, il quitte Toulouse pour la région parisienne. Il est titularisé au grade de « commis » et il milite, avant 1914, à l'Association générale des agents des PTT, ou « l'A.G. », comme la nomment les postiers. Cette Association générale, qui avait conduit les grèves postales de 1909, se transforme en Syndicat national des agents des PTT en 1917. Henri Raynaud, qui avait été mobilisé en 1914, avant de travailler dans un service auxiliaire, accompagne les mutations syndicales : « Je pris petit à petit des responsabilités pour devenir vers 1920 un des principaux responsables du Syndicat des agents de la Région parisienne. » En 1919 est constituée une Fédération nationale des travailleurs des PTT qui se rallie la CGT. Raynaud se situe pour sa part dans la minorité révolutionnaire de celle-ci. En 1922, il participe à la création de la CGTU, qui rassemble communistes, syndicalistes-révolutionnaires et syndicalistes anarchistes. Non reconnue par l'Administration, la CGTU anime des grèves où ses militants risquent gros. C'est le cas de Henri Raynaud : il est révoqué en septembre 1922. Ce n'est qu'au moment du Front populaire que cette sanction est levée. Lorsqu'elle intervient, sa révocation a pour effet de lui fermer toute perspective de promotion au sein des PTT, alors qu'il en préparait les concours.

### Sur tous les fronts
Il devient alors permanent syndical et il assume de nombreuses responsabilités dans le mouvement syndical, tant à la CGTU qu'à la CGT réunifiée. Dès 1922, il est secrétaire de l'Union des syndicats de la Région parisienne CGTU, responsabilité qu'il conserve en 1936 lors de la réunification syndicale CGT-CGTU. En 1925, il entre à la Commission exécutive (CE) de la CGTU, dont il rejoint le Bureau confédéral en 1931. Il est également membre de la Commission administrative (CA) de la CGT, élue au Congrès de Toulouse de la centrale syndicale réunifiée, en mars 1936. Il en est exclu en 1939, en raison de son militantisme communiste et de son refus de désavouer les directives de son parti sur le pacte germano-soviétique : la majorité de la Commission administrative de la CGT vote, lors de l'ultime séance où il soit présent, le 25 septembre 1939 l'exclusion de tous les militants communistes
Privé de ses responsabilités à la CGT, il est arrêté le 18 octobre, puis transféré de prison en camp d'internement pour finir au camp de Chateaubriant d'où il s'évade le 19 juin 1941 en compagnie de Léon Mauvais, Eugène Hénaff et Fernand Grenier. Il devient alors l'un des dirigeants clandestins de la CGT pendant l'Occupation allemande, séjournant six mois dans l'imprimerie clandestine de Beaudreville, à Gometz-la-Ville, à proximité de la planque de Benoît Frachon dont il est plus ou moins l'adjoint. C'est à ce moment qu'il est négocie avec Louis Saillant la réunification des deux factions de la CGT qui vont déboucher, en avril 1943, sur les accords du Perreux dont il est l'un des signataires. Membre du Bureau confédéral de la CGT en mars 1945, poste qu'il tenait déjà dans les faits, il est un des artisans des réformes sociales de 1945-1946.

### Un rôle clé en région parisienne

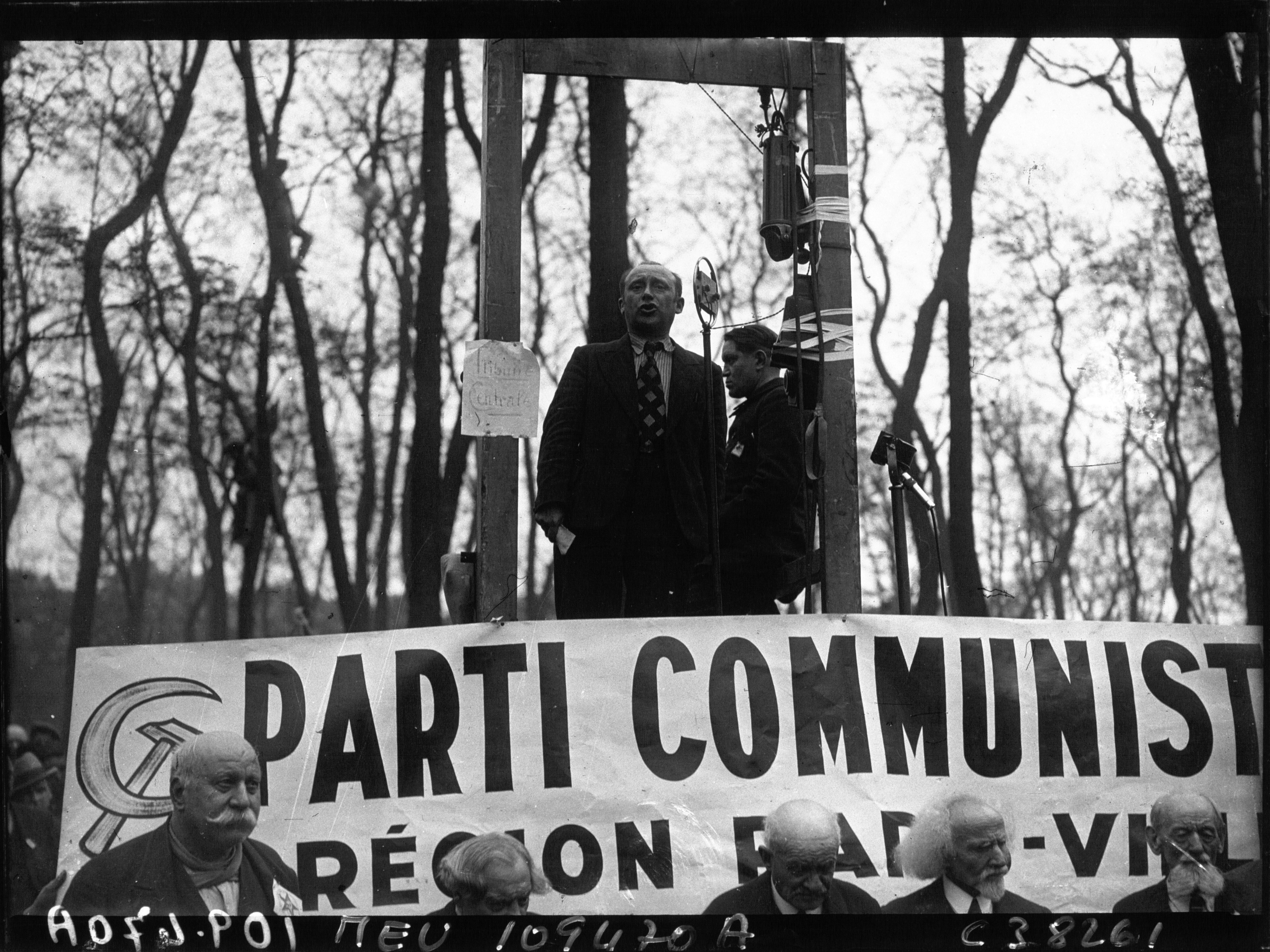
Henri Raynaud au micro lors d'un manifestation communiste à Vincennes, le 1er mai 1934.

Muni d'un capital scolaire qui aurait pu s'exprimer dans son administration d'origine, la répression syndicale avait fait de Henri Raynaud un professionnel du syndicalisme. Son accession en 1936 à la direction de l'Union syndicale des travailleurs de la Région parisienne, en même temps qu'il siège à la CA de la Confédération générale du travail, le place à un endroit stratégique tant pour le syndicalisme que pour l'économie. En 1936, si l'on reprend les chiffres d'un des plus fins historiens du Front populaire, Antoine Prost, la population active française entrant potentiellement dans le champ d'une syndicalisation par la CGT est d'environ 6,6 millions de personnes. Le bassin d'emploi de la Région parisienne, Seine et Seine-et-Oise, correspondant à la même définition est de 1,5 million. C'est le terrain d'action des dirigeants CGT de la Région parisienne (aidés des structures syndicales locales, bourses et unions locales), en liaison notamment avec les puissantes Unions régionales des syndicats de la Métallurgie (avec Jean-Pierre Timbaud, pour citer un exemple) et du Bâtiment. Au regard de ces potentialités, la réalité du boom syndical de 1936 est mesurable : de 200 000, en 1935, les syndiqués des deux départements sont 1 250 000 en 1937. Mais ce bond quantitatif est doublé d'un bond qualitatif durable, dont sont responsables les Accords Matignon du 7 juin 1936. Loin d'être le point final des grèves, ils ouvrent la porte aux négociations par branches, par entreprises, ou bassin d'emploi, aux créations de syndicats. Les déserts syndicaux de 1935 se peuplent et il faut des organisateurs. Il y a quatre secrétaires au sein de la structure régionale parisienne en 1936. Bizarrement, ils sont peu valorisés par l'histoire syndicale et n'ont pas fait l'objet d'études spécifiques : Henri Raynaud est de ceux-là, avec son camarade de « tendance » Eugène Hénaff et deux ex- « confédérés », Gaston Guiraud et Robert Lefebvre, avant de rester seul à la barre à partir de 1937.

## Seconde Guerre mondiale

### Évasion
Il est interné dans différents camps puis à Châteaubriant (Loire-Inférieure), d'où il s'évade le 18 juin 1941 en compagnie d'Eugène Hénaff, Fernand Grenier et Léon Mauvais avec l'aide et la complicité de Robert Belbilloud. Il a un contact avec Jean Le Gouhir au café Rigaud à Châteaubriant, qui lui fournit un trajet en train.

## 1945-1947
Spécialiste des négociations collectives, en prise avec le concret, le rôle déterminant joué dans la Résistance par Henri Raynaud se poursuit en 1945-1947, dans une configuration inédite pour le syndicalisme français La présence au gouvernement, sur les bases de transformations sociales fortes contenues dans le programme du CNR, de ministres, socialistes et communistes certes, mais avant tout de personnalités issues du mouvement syndical, rend la situation complexe pour les dirigeants syndicaux. Le rôle d'Henri Raynaud, et d'autres, est difficile à tenir, et à assumer. Mais il est là. En juillet 1946, entre la tension impliquée par la reconstruction de la France, pour laquelle est lancée la bataille de la production, et l'exaspération pas seulement ouvrière face aux mauvaises conditions de travail, au pouvoir d'achat en retard sur les prix, Henri Raynaud tient un rôle de premier plan dans la Conférence du Palais-Royal (4 – 22 juillet 1946), chargée justement de faire dialoguer les acteurs sociaux et économiques. Son rôle est souvent cité en matière sociale quand, en particulier, il participe à la mise en place du régime général de sécurité sociale, tenant un rôle important auprès du ministre communiste Ambroise Croizat et de ses collaborateurs, syndicalistes et hauts fonctionnaires. Ce rôle est conforté par la présidence de l'organisme qu'il a contribué à fonder : la Fédération nationale des organismes de sécurité sociale (FNOSS). Il préside cette structure jusqu'en 1955. Membre du Conseil économique et social jusqu'en 1956, il fut membre de la direction de la CGT jusqu'à son retrait en 1964 pour cause de santé défaillante. Il s'était alors spécialisé dans le droit du travail et de la sécurité sociale.

## Militant communiste
Henri Raynaud était membre du Parti communiste français depuis 1920. Il avait adhéré au Parti socialiste SFIO encore unifié en 1919. Membre de son Comité central à partir de 1924, réélu jusqu'à la Seconde Guerre mondiale, il se retire « officiellement » de cet organisme lors du 10e Congrès du PCF, en juin 1945. Membre du Bureau confédéral de la Confédération générale du travail, il prévient ainsi l'accusation de cumul de mandats politiques et syndicaux et se conforme aux engagements pris en 1936 par les anciens « unitaires » Frachon et Racamond. Deux autres militants adoptent la même attitude : Benoît Frachon et Gaston Monmousseau. Mais en réalité, ils continuent de faire partie des instances dirigeantes du PCF. Ainsi le nom de Henri Raynaud réapparaît sur la liste officielle du Comité central en 1956. Il quitte cette instance en 1959.

### Hommage syndicaliste
« Henri Raynaud, une grande figure du syndicalisme… » : ainsi commence le texte d'hommage de la direction de la CGT le 2 octobre 1970. « Compétence, dynamisme, qualité humaine », le texte est bien sûr convenu. Mais il est remarquable que plus de la moitié de ces quelque cent lignes soit consacré au grand œuvre du militant, la sécurité sociale et le droit du travail. Révolution ? Réforme ? Pas plus que dans le texte autobiographique qu'il avait rédigé, ces mots n'ont place. Le communiqué syndical dit le meilleur hommage qui soit, pour un militant syndical en soulignant sobrement « l'ampleur des services qu'il a rendu à la cause de la classe ouvrière ».

### Autres sources
- Henri Raynaud raconté par lui-même, article autobiographique, paru le 8 octobre 1970 dans le journal l'Humanité. Ce texte qui tient en 1/4 de page du grand format des journaux paraît le jour de l'inhumation de Henri Raynaud.
- Texte du Bureau confédéral de la CGT, l'Humanité, 2 octobre 1970.
- Georges Frischmann, Histoire de la fédération CGT des PTT, Éditions sociales, 1967.
- Henri Sinno, Le patronat et la Sécurité sociale, article dans les Cahiers de l'Institut CGT d'histoire sociale, no 77, mai 2001.